# Abtei Randol

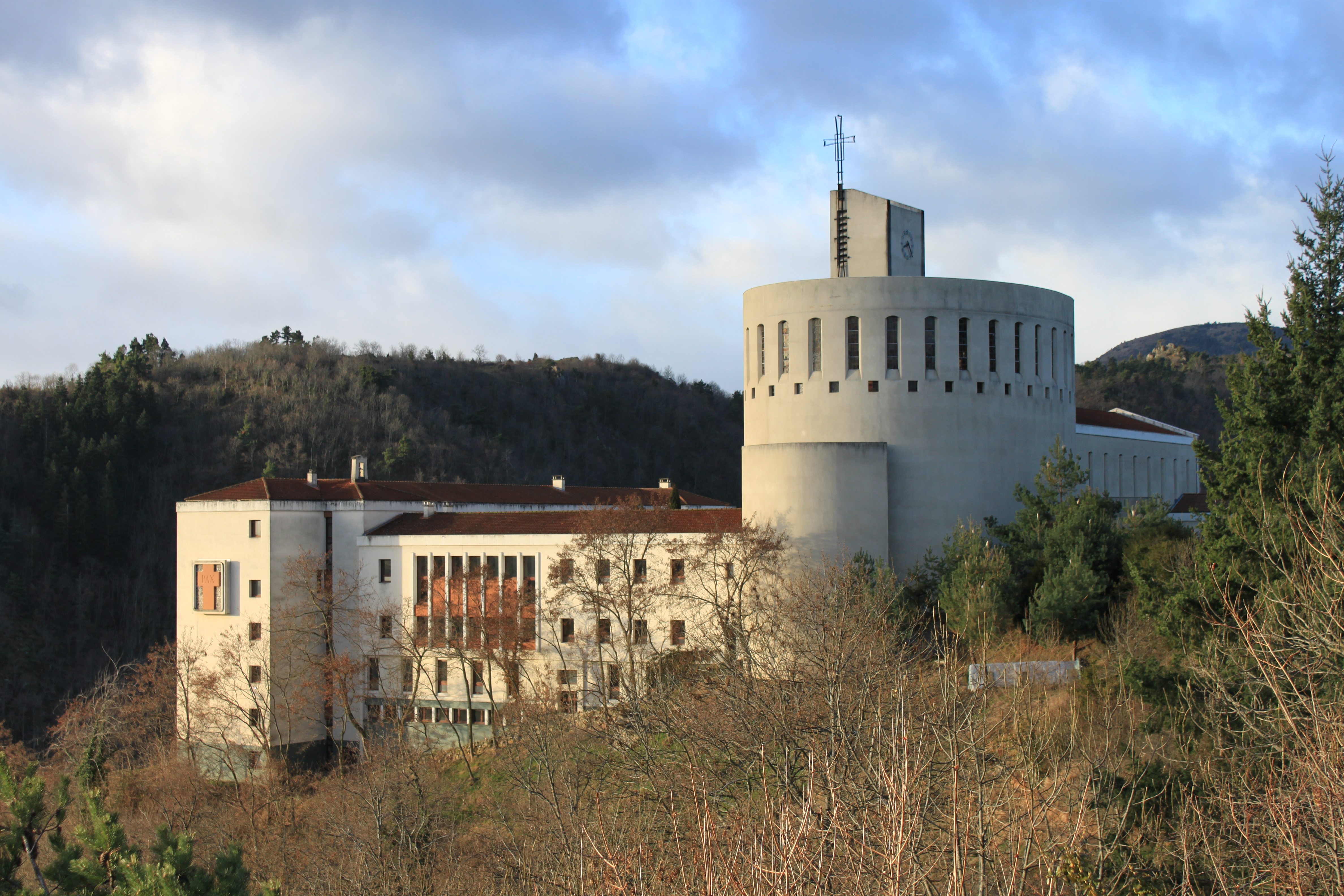
Abtei Randol

Die Abtei Randol ist ein Benediktinerkloster in Cournols, Département Puy-de-Dôme, im Erzbistum Clermont, in Frankreich.

## Geschichte
Die Benediktiner-Abtei Fontgombault gründete 1971 fünfzehn Kilometer südlich Clermont-Ferrand in neuen Gebäuden das Tochterkloster Notre-Dame de Randol, das 1981 zur Abtei erhoben wurde. 1985 wurde der Kirchenbau fertiggestellt und eingeweiht. Die Mönche sind berühmt für ihren gregorianischen Gesang. Das Kloster gehört zur Kongregation von Solesmes.

### Äbte
- 1981–2003: Eric de Lesquen
- 2004–: Bertrand de Hédouville